# Serge Pey
Serge Pey (Tolosa, 6 luglio 1950) è uno scrittore e poeta francese.

## Biografia
Serge Pey è nato a Tolosa nel 1950, figlio di profughi catalani fuggiti dalla Guerra civile spagnola.
Insegnante di poesia contemporanea all'Università di Tolosa, nel 1975 ha fondato la rivista culturale Émeute e nel 1981 il periodico Tribu.
Autore molto prolifico, ha pubblicato a partire dal 1970 circa cento libri ottenendo importanti riconoscimenti come il Premio Guillaume-Apollinaire nel 2017 per Flamenco: les souliers de la Joselito.
Scrive le sue poesie su bastoni di legno per poi recitarli ad alta voce in una performance che rientra nella poesia d'azione simile allo Spoken word.

## Opere tradotte in italiano
- Paroles. Specchi e versi dell'erotismo con Bernard Noël, Cava de' Tirreni, Avagliano, 1999 ISBN 9788886081900.
- Nierika o le memorie del quinto sole (Nierika Ou Les Mémoires Du Cinquième Soleil) (1993), Nuoro, Il Maestrale, 2001 ISBN 978-88-86109-50-5.
- Chants électro-néolithiques pour Chiara Mulas - Canti elettroneolitici per Chiara Mulas, edizione bilingue, traduzione di Margherita Orsino, prefazione di  Giovanni Fontana, Limoges, Dernier Télégramme, 2012, pp. 288, ISBN 978-2-917136-60-7.
- Storie sarde di animali particolari, di delitti e di speranza (Histoires sardes d'assassinats, d'éspérance et d'animaux particuliers), traduzione dal francese, prefazione e cura di Giovanni Fontana, Fermenti Editrice, 2021, ISBN 978-88-94978-39-1.